# شیمی محض
شیمی محض (به انگلیسی: Pure Chemistry)، مطالعۀ نظری در دامنه دانش شیمی و زیر مجموعه‌های آن است. شیمی محض یک شاخه از دانش شیمی به‌شمار نمی‌رود و همۀ شاخه‌های آن دانش را شامل می‌گردد.

## واحدهای درسی شیمی محض
شاخه‌های درسی شیمی محض شیمی فیزیک، شیمی آلی، شیمی معدنی و شیمی تجزیه می‌باشند که دروس عملی و نظری دیگر زیرمجموعه این شاخه‌ها می‌گردند.
شیمی کوانتومی ، طیف‌سنجی مولکولی، شیمی آلی فلزی، , شیمی فیزیک آلی ، واحدهای اختصاصی درسی شیمی محض هستند که در رشته شیمی کاربردی جز درس‌های اختیاری به شمار می‌روند.
شیمی محض علاوه بر واحدهای درس‌های تئوری، واحدهای درس‌های عملی (آزمایشگاهی) را نیز شامل می‌شود که اهمیت این واحدهای درسی آزمایشگاهی در یادگیری روش‌های آزمایشگاهی و نحوه استفاده از دستگاه‌های آزمایشگاهی است.

## تفاوت‌های شیمی محض و شیمی کاربردی
تفاوت واحدهای درسی میان رشته‌های محض و کاربردی تنها بین ۱۲ تا ۱۸ واحد (بسته به دانشگاه متفاوت است) می‌باشد و در بقیه واحدهای درسی (حدود ۱۳۰ واحد) با یکدیگر مشترک هستند. واحدهای تئوری و عملی هر دو رشته تقریباً مساوی می‌باشد، اما در پایان دوره کارشناسی، دانش‌آموختگان گرایش کاربردی باید پایان‌نامه ارائه کنند و دانش‌آموختگان رشته محض به صورت اختیاری می‌توانند آن را انتخاب نمایند.

## گرایش تحصیلی بعد از کارشناسی
شیمی محض تنها در مقطع کارشناسی (لیسانس) است و دانشجویان مقاطع کارشناسی ارشد (فوق لیسانس) و دکترا می‌توانند در هر یک از زمینه‌های تخصصی شیمی تحصیل کنند.